# Kid British

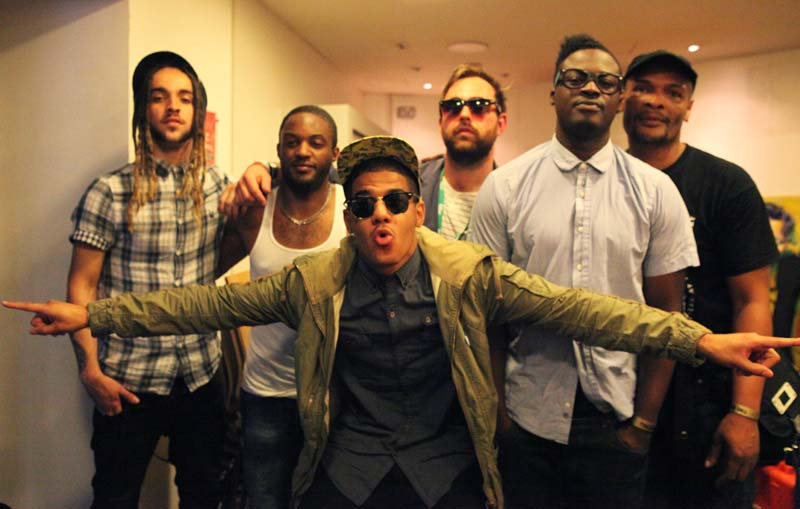
Kid British
von links: Dominick, Sean, Simeon (Mitte), Matt, Adio & Mykey

Kid British ist eine britische Popband aus Manchester.

## Karriere
2002 trafen die Schulfreunde Adio Marchant und Simeon Mclean zufällig James Mayer und kamen ins Gespräch. Daraus entstand die Band Action Manky. Drei Jahre später kamen sie mit dem Produzenten Sean Mbaya zusammen und beschlossen gemeinsam weiterzumachen. Als Kid British and the Action Manky entwickelten sie einen eigenen Stil und erlangten wachsende Popularität.
Schließlich kamen sie 2008 zu einem Plattenvertrag und verkürzten ihren Namen auf Kid British. Sie spielten auf dem Glastonbury und dem V Festival und auf landesweite Tour, bevor sie 2009 ihre Debütsingle Our House Is Dadless veröffentlichten. Das Lied enthält ein Sample des Lieds Our House von Madness und weist auf die Ska-Einflüsse der Band hin. Es wurde ein kleinerer UK-Charthit ebenso wie das kurz darauf veröffentlichte Album It Was This or Football. Im selben Jahr beteiligten sie sich auch an dem Benefizprojekt Young Soul Rebels.
2012 verließ James Mayer die Band und neue Mitglieder kamen hinzu. Adio Marchant startete sein Nebenprojekt Bipolar Sunshine und hatte 2015 zusammen mit DJ Snake einen internationalen Hit.

## Bandmitglieder
- Adio Marchant
- Sean Mbayá
- Simeon Mclean
- Dominick Allen
- Mykey Wilson
- Matt Herod

ehemaliges Mitglied
- James Mayer

## Diskografie
Album
- It Was This or Football – First Half (2009)

Singles
- Elizabeth (2008)
- Leave London (EP, 2009)
- Sunny Days (2009)
- Our House Is Dadless (2009)